# Llei de Spörer

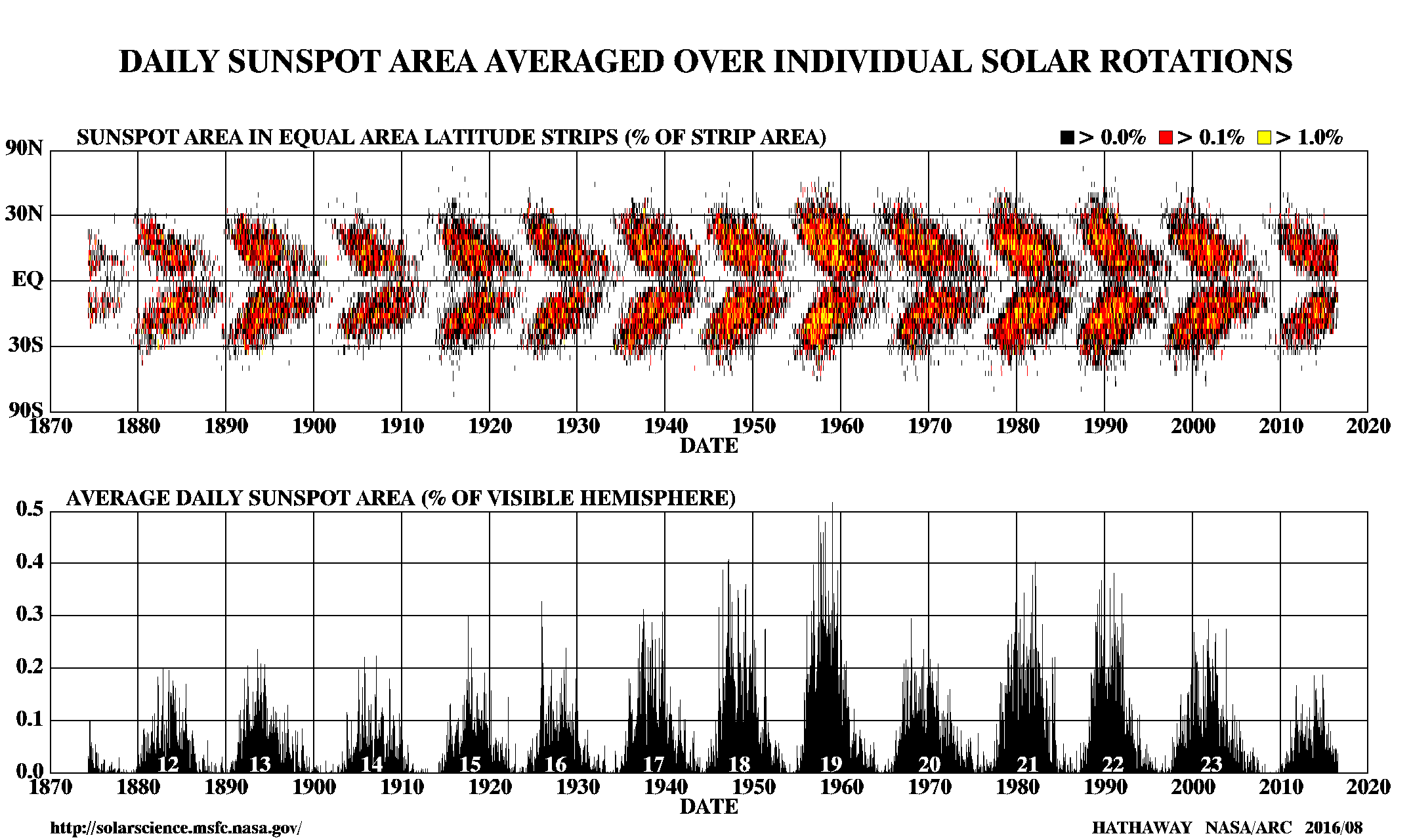
Diagrama de papallona que mostra comportaments aparellats de la llei d'Spörer.

La llei de Spörer prediu la variació en la latitud d'aparició de les taques solars durant un cicle solar. La va descobrir l'astrònom anglès Richard Christopher Carrington al voltant de 1861. El treball de Carrington va ser refinat per l'astrònom alemany Gustav Spörer.
Al principi d'un cicle les taques solars, tendixen a aparèixer al voltant de 30° a 45° de latitud en la superfície del Sol. A mesura que avança el cicle, les taques solars apareixen cada vegada a més baixa latitud, fins que aconseguixen uns 15° en el màxim solar. La latitud mitjana de les taques solars continua disminuint fins als aproximadament 7° i llavors mentre el cicle vell acaba, les taques solars del nou cicle comencen apareixent a les latituds altes.